# 今井民雄
今井 民雄（いまい たみお、1937年（昭和12年）12月22日 -2023年（令和5年） 6月29日）は、日本の政治家。元京都府長岡京市長。

## 経歴
京都府出身。1956年（昭和31年）平安高等学校を卒業し、長岡町役場に奉職。
長岡京市生活環境部、経済衛生部長、建設部長、総務部長を経て、1990年（平成2年）収入役。1991年（平成3年）同市長に就任した。2003年（平成15年）市長を退任した。